# انتفاضة تالوين
انتفاضة تالوين هي انتفاضة وقعت في 25 فبراير 1951 م، وبدأت بحشد مجموعة من سكان المنطقة بمركز تالوين آنداك للتوقيع والموافقة على خلع السلطان محمد الخامس طبعا من طرف الإستعمار الفرنسي. إلا أن كلا من سي محمد أبوهو (تابيا) والحاج لحسن أوهمو (الدوزرو) ومحمد أوحماد نايت السي (امكون) أطاحوا بهذه المؤامرة حيت رفعوا شعار عاش الملك وسط هذا الحشد متحدين بذلك الاستعمار الفرنسي وردد وراءهم الجميع عاش الملك محمد الخامس لتفشل بذلك خطة الاستعمار وعملائه وعلى إثر ذلك تم القبض على 400 فرد من هؤلاء المناضلين وعاقبوهم بالأعمال الشاقة حيث أجبروهم على تعبيد طريق تفنوت وسط التعذيب.

## خلفية
الشيء الذي فجّر غضب سكان وأبناء المنطقة فحاصروا خليفة الكلاوي الذي اضطر إلى سلك طريق جبلي للوصول إلى مكتب الكمندار الفرنسي فبادره هذا الأخير قائلا لقد قلتم بأن تالوين لن يكون لها رد فعل وها قد حصل، وسيكون الشأن كذلك بالنسبة لجميع المغاربة.
لجأ 1200 مناضل إلى مدينة الدار البيضاء واستقبلهم أبناء منطقة تالوين المقيمين بالمدينة وحجزو لهم 3 مساكن للإقامة وخصص لهم المدعو باحنيني مساعدة مادية محددة في 10 ريالات كما ان 22 مناضلا من أبناء تالوين قاموا بإهداء محمد الخامس كرسيا فاخرا حيث استقبلهم الملك وأوصاهم بالصبر وشكرهم وقال قولة يسجلها التاريخ حيث شبه تالوين بصينية من فضة ورجالها بكؤوس من الطاووس ووعدهم برد الجميل والحفاظ على هذه الكؤوس من الضياع وفعلا بعد عودته من المنفى ووفاءً بوعده عين الملك القاضي رضى الحاج إسماعيل قائدا لمنطقة تالوين وحاول بعد ذلك بعض العملاء التغرير بهذا القائد واستمالته إلى صفهم لكنه ابى ورفض.
وسيشهد مولاي أحمد والذي عاين هذه الأحداث وعاشها بنفسه أن كلا من الفقيه لحسن السكتاني والحاج عبد الواحد اوحسين (تنفات) والحاج أحمد المنكوم (اغكمي) ولامين ابورك (أوزيوة) كانو مع الحركة الوطنية منذ 1943 م، ويذكر المقاوم مولاي أحمد أن أول من أْلقِيَ عليه القبض هو أحمد المذكوري وفي حوزته جلود الأضاحي كان يبيعها لدعم الحركة الوطنية وتم الحكم عليه بستة أشهر سجنا، فكان الأخير يعلم السجناء النشيد الوطني ونقل بسبب ذلك إلى سجن القنيطرة. ومن أبرز الأحداث أن المدعوا العبادي والكلاوي عرضوا على محمد الخامس السماح للاستعمار الفرنسي بالبقاء في المغرب فرفض جلالة الملك وقال نحن نريد الاستقلال حينها أخبره بأن الحماية قد زالت عنه لعدم قبوله العرض وعليه أن يتحمل المسؤولية في ذلك، وقام سرجان محمد وحميدي المسفيوي بتأمين القصر الملكي ورغم رفع الحماية عنه خرج محمد الخامس لإحياء ليلة القدر بمسجد (باب الأحد) لأول مرة بدون حماية واعتذر العبادي لمحمد الخامس وأصبح مع مطالب الشعب، وذكر المقاوم مولاي أحمد أنه حضر زيارة محمد الخامس لسلا بدون حماية أيضا حتى عاد معه إلى القصر وحينذاك قال الكلاوي لمحمد الخامس ان الشعب يؤيد بقاء الاستعمار إلا أن الشعب المغربي رد على الكلاوي باحتشاده أمام القصر ومطالبته بالاستقلال وسط ذهول واندهاش الفرنسيين.
في سنة 1947 بدأت عملية الخطف تجتاح «تالوين» بخطف المناضل عبد الواحد توفيق من طرف المخزن الكلاوي «حمادي»، حيت وصل إلى منطقة «أنزور» فأعطاهم مجموعة من الأحصنة ثم انتقلوا إلى منطقة تامدّا ليلا التي تبعد 50 كلم عن «انزور» فوضعوا خطة محكمة للسيد عبد الواحد توفيق لإلقاء القبض عليه متربصين به بمكان تواجده «بتامدّا»، عندما لقيه الخليفة بمنزله فطلب منه الذهاب معه إلى مكان مجهول من دون ملابسه التي كان يريد اخذها معه من المنزل، فذهب به إلى مكان يسمى «الرياض» بتالوين مع حراسه من طرف المخزن لحراسته، فتم ابتزازه من طرف شيوخ المنطقة باتهامه بأنه تابع لخاله القاضي كحليف في السياسة آنذاك بهدف إسقاط مكانة رضى إسماعيل القاضي بعد وصول السيد القائد إبراهيم اكلاون، فصدر الحكم عليه رفقة اثنين من أصدقائه بثلاثة أشهر حبسا نافذا (بورحيم احسي المقدم والسيد اسكور محمد اغرمان المغارتين)، فتم تسليمهم إلى المخزن للذهاب بهم إلى منطقة تاكونيت مشيا على الاقدام، وبعد ذلك أصبح اصدقاء قبيلته يحاولون إيصال المساعدة له بسجنه بمنطقة تاكونيت عن طريق محمد نايت علي وعبد الله نايتا عبد الرحمن نايت واعزيز. وتم تبادل معه الرسائل بطريقة سرية وفق دكاء خاله القاضي رضى إسماعيل.
وبع ذلك تم القبض على اثنين من رجال العدل بمنطقة «اسكاون» فقدموا شهادتهم العلنية بكون السيد عبد الواحد كان مناضلا ضد الاستعمار الفرنسي وبهذا تم القبض مرة ثانية على السيد عبد الواحد سنة 1953 بتالوين وحكم بسنة و 8 أشهر نافدة مقدما وصيته للسيد مولاي أحمد بنجودي بالنضال واستكمال بقية المشوار، وبعد استكماله مدة سجنه خرج السيد عبد الواحد حرا طليقا بعد مساعدته من طرف الفقيه السيد محمد أولحسن فتم فرض الرقابة على السيد عبد الواحد بعد ذلك، فكان محمد أولمين وسيطا بين السيد عبد الواحد والمقاومة آنذاك باستخدامه لخططه الذكية حيث كان يملك البهائم فكانت هذه الاخيرة وسيلة وصل يحملها للرسائل من طرف مناضلي تالوين إلى السيد عبد الواحد المراقب بقريته تامدّا. وبعد رجوع الملك الراحل محمد الخامس من المنفى وأصبحت البهجة والفرح تملآن قلوب المناضلين بمنطقة تالوين فأصبح الكل يستعد لإقامة حفلة كبيرة دامت أيام التقى فيها الجميع وكان عبد الواحد من المشاركين في مراسيم هذه الحفلة التي أقيمت بمناسبة عودة محمد الخامس من المنفى.
السيد أحمد أوزيو كان مناضلا وكان مسؤولا على السلاح آنذاك، فكانت خطته آنداك هو خطفه من طرف المقاومين ونزع السلاح الموجود وقتل الفرنسيين والهروب بعد ذلك إلى أعالي الجبال وكانت هذه مجموعة من الخطط التي تميز بها هذا المناضل بالرغم أنه كان يعمل مع الفرنسيين. إلا أن قلبه مع الحركة الوطنية دائما وأبدا.
السيد المناضل على أضرضور كان عمله آنذاك هو نقل المناضلين من الدار البيضاء إلى قرى تالوين بعد هروبهم إثر انتفاضة تالوين حيث كان يساعدهم للمجيء إلى منازلهم ولقاء الأبناء والأهل.
	السيد المناضل السي زحل كان كاتب أكلاو فكان يمد المناضلين بكل الأخبار والمعلومات، فكان السيد امغار محمد نائب الخليفة يساعد السيد مولاي أحمد بنجودي للهروب بعد صدور إذن باعتقاله.فهرب السيد أحمد بنجودي بعد ذلك.
السيد لحسن انمارخت قام بجلب 100 لباس عسكري فتم إستدعاء المناضلين عند السيد الطيب بمنطقة «بيلكى» فتم الاستعداد للثورة على المكتب الفرنسي آنداك والهروب بعد ذلك إلى الجبال إلا أن الأخبار التي جاءت بقرب مجيء محمد الخامس ألغت ذلك.
السيد الحسن البوحمادي المناضل الكبير كان يجلب السلاح للمناضلين فكانوا يجربون السلاح بأحد الآبار بغية عدم سماع صوت الرصاص، فقدم البوحمادي السلاح الذي كان يملك إلى «السيد بنحمو» قائد جيش التحرير آنذاك. وبعد القبض على السيد البوحمادي بمنطقة أولوز مقيدا بالسيارة ونقله إلى السجن وفرض الرقابة عليه بعد ذلك.
وهناك رجل يسمى«الفقيه بيفدن الملالي» عند القاضي رضى وعندما بدأ عملية التفتيش وهرب السيد الفقيه بيفدن الملالي إلى ضاحية منزل البوحمادي مختبأ وراء بعض المغروسات.
إن عملية الخطف ظهرت لأول مرة بخطف السيد عبد الواحد المناضل الكبير بتالوين.
أما السيد أحمد المذكوري فتم اعتقاله بعد نقله لجلود الغنم بواسطة شاحنته بغية بيعها ومساعدة حزب الاستقلال آنذاك.وحكم عليه بستة أشهر نافدة بسجن «الغبيلا» قرب كراج علال وكان يعلم أصدقائه السجناء النشيد الوطني إضافة إلى تعبئتهم بالروح الوطنية. وبعد ذلك تم نقله ألى سجن القنيطرة بسبب مواقفه العدائية لفرنسا بسبب تعبئته للسجناء.